# Sveučilište u Edinburghu
Sveučilište u Edinburghu osnovano je 1583. godine.  Javno je sveučilište koje se nalazi u starom dijelu glavnog grada Škotske, Edinburgh koji se nalazi na popisu svjetske materijalne baštine UNESCO-a. Svake godine na adresu sveučilišta u prosjeku stigne oko 47.000 aplikacija potencijalnih studenata što ga čini trećim najpopularnijim sveučilištem u Ujedinjenom Kraljevstvu prema broju zaprimljenih aplikacija. Sveučilište je četvrto najstarije osnovano u Škotskoj i šesto na području cijeloga Ujedinjenog Kraljevstva, a smatra se i jednim od najprestižnijih sveučilišta na cijelome svijetu. Sveuličište je učestalo rangirano kao jedno od najboljih sveučilišta u Ujednjenom Kraljevstvu. Prema klasifikaciji QS, THE i ARWU redovno se nalazi među 50 najboljih sveučilišta u cijelom svijetu.

## Istaknuti bivši studenti
Neki od najistaknutijih bivših studenata toga sveučilišta su biolog Charles Darwin, fizičar James Clerk Maxwell, filozof David Hume, filozof i fizičar Adam Ferguson, matematičar Thomas Bayes, političar Gordon Brown, sudac Baron Hope of Craighead, kirurg i pionir u razvoju sterilizacije Joseph Lister, znanstvenik Alexander Graham Bell i mnogi drugi. Sveučilište je izravno povezano i s devetnaest dobitnika Nobelove nagrade.